# 태백권
《태백권》은 2020년에 개봉한 대한민국의 영화이다.

## 캐스팅
- 오지호 : 성준 역
- 신소율 : 보미 역
- 정의욱 : 진수 역
- 장동 : 장만웅 역
- 김결 : 만가진 역
- 배민정 : 이희원 역
- 박노경 : 문덕배 역
- 전현수 : 종호 역
- 성민준 : 강민호 역
- 미석 : 윤성 아빠 역
- 안석현 : 윤성 역
- 노영주 : 태평파 건달 1 역
- 주연우 : 태평파 건달 2 역
- 조셉 : 태평파 건달 3 역
- 윤세근 : 태평파 건달 4 역
- 오경민 : 효건파 두목 역
- 동근 : 효건파 부하 1 역
- 나규진 : 효건파 부하 2 역
- 김경익 : 박대호 역
- 권영민 : 장만웅 아내 역
- 남궁윤서 : 장지원 역
- 이동희 : 대머리 건물주 역
- 박웅선 : 슈퍼주인 역
- 구태성 : 남성 세입자 역
- 권선호 : 전구남 역
- 이순복 : 떡집 노파 역
- 최나무 : 여성 1 역
- 조수아 : 여성 2 역
- 엄태옥 : 경찰 1 역
- 권혁준 : 경찰 2 역
- 신승환 : 양장점 아저씨 역
- 임소영 : 네일샵 아가씨 역
- 위지원 : 지은 역
- 윤우중 : 도둑 1 역
- 우태 : 도둑 2 역
- 이준혁 : 앞구르기 고수 역
- 이주휘 : 방송 작가 역
- 박재영 : 호루라기남 1 역
- 이후강 : 호루라기남 2 역
- 이희범 : 호루라기남 3 역
- 신아정 : 유치원 원장님 역
- 신아인 : 천재강아지유투버 1 역
- 신도율 : 천재강아지유투버 2 역
- 문지후 : 연예인 역
- 원근영 : 여성 3 역
- 전혜진 : 여성 4 역
- 지연우 : 여성 5 역
- 신우인 : 여성 6 역
- 박인영 : 여성 7 역
- 강하린 : 여성 8 역
- 최민송 : 여성 9 역
- 최예진 : 여성 10 역
- 김윤 : 여성 11 역
- 이지윤 : 어린이 1 역
- 이재용 : 덕기 역 (특별출연)
- 소주연 : 주연 역 (특별출연)
- 윤예희 : 쌀집 주인 역 (특별출연)
- 최인후 : 시상자 역 (특별출연)
- 안문규 : 시상자 2 역 (특별출연)

## 수상
- 2020년 제24회 부천국제판타스틱영화제 코리안 판타스틱: 장편경쟁